# Словообразование в немецком языке
Словообразова́ние неме́цкого языка́ — это раздел немецкого языкознания, изучающий структуру слов и законы их образования, опираясь на модельный аппарат. Последний является классификацией всех известных способов словопроизводства, включающих наиболее общие признаки (наличие или отсутствие словообразовательных аффиксов, морфолого-синтаксический метод как способ образования новых лексем и т. д.).

## Словообразование в общей системе языка
Словообразование не имеет чётко определённого места ни в системе немецкого языка, ни в общем языкознании. Тенденция рассматривать его как часть непосредственно грамматики (в составе морфологии) наглядно проявлялась ещё в начале XX века, что вызывало множество споров среди учёных-лингвистов. С обособлением лексикологии в разряд самостоятельных разделов и как дисциплины языкознания словообразование стали рассматривать как его часть. К концу XX века сохранились обе точки зрения, ввиду того, что словообразование находит связь с грамматикой и лексикологией через структуру и семантику слова, а также через грамматические категории и парадигмы частей речи.
Тем не менее, словообразование обладает собственно ему присущими чертами. Категории словообразования имеют широкое лексико-семантическое содержание, наглядно выражаемое через морфемы (например, значения лишения, отсутствия, даваемые полусуффиксом -los, или наоборот — наличие, определяемое префиксами be-, ver-). Кроме того, в численном отношении словообразовательные средства имеют более разветвлённую и сложную структуру, чем грамматические, обобщая лексические явления, но, в то же время, подчёркивая их индивидуальность. Это и позволяет отнести немецкое словообразование и словообразование вообще в самостоятельную категорию.

## Понятийный аппарат
Немецкое словообразование оперирует целым рядом понятий, так или иначе, относящихся к лексике, морфологии или грамматике в целом. К таким понятиям относятся синхрония и диахрония, то есть статистический и исторический аспекты. Хотя они и соотносимы с другими разделами языка, именно в словообразовании вызывают определённые сложности. Например, грамматические, синтаксические нормы-архаизмы вышли из употребления либо являются инструментом немецкой стилистики, а лексика выходит из обихода и уже не имеет влияния на язык, что позволяет провести чёткое разграничение между «старым» и «новым». Современная словообразовательная форма, в противовес остальному, входит в противоречие с историческим аспектом. Например, состояние современных немецких односложных корневых морфем находит отражение в прошлом из производных сложных слов вроде субстантивированного древневерхненемецкого прилагательного mennisco (от древне- и средневерхненемецкого man), в современном языке имеющего вид Mensch.
Наряду с синхронией и диахронией словообразование использует понятия мотивированные и мотивирующие слова (также — производные и производящие). Поскольку диахрония отражает исторический аспект, то понятие синхронии относительно, то есть представляет исключительно «срез» на определённом этапе, а также не исключает возможности образования новых слов. В этой связи различают продуктивные и непродуктивные способы словообразования, которые, однако, не всегда совпадают с частотностью или нечастотностью некоторых моделей. Например, часто встречаемый суффикс существительных женского рода -t не является продуктивным, но некоторые нечастотные суффиксы — расширенные варианты суффикса существительных мужского рода -er — достаточно продуктивны.
Одно из основных понятий немецкого словообразования — модель. Она представляет собой структуру, способную наполняться лексическими основами в рамках общих для всех элементов закономерностей, и также пересекается с процессуальным и статистическими аспектами (в том плане, что модели, применяемые в процессе исторического функционирования лексемы, не всегда совпадают с современной моделью данного слова). Словообразовательная модель имеет своим средством аффиксы, оформляющие основу, а также корневые изменения (например, умлаут). Последнее средство имеет фонетический характер, а потому является условностью и не всегда относится ко всему набору словообразовательных средств.
В словообразовательном анализе немецкого языка центральным понятием является морфема — минимальная значимая единица лексемы. Все морфемы немецкого языка подразделяются на лексические (то есть словообразовательные) и грамматические. Последние наблюдаются в составе грамматических форм в виде суффиксов (суффиксы числа), префиксов (префикс второго причастия глаголов) и флексий (например, флексия от Genetiv). Все морфемы чётко различимы. Так, например, в предложении (справа) отмечены три основы (1), один лексический префикс (2) и три грамматических аффикса (3).
В общем смысле словообразовательный анализ является морфемным разбором, способы реализации которого различны. Возможно выделение исключительно словообразовательных морфем из слова. Например: unglücklich — un-glück-lich. В этом случае показана лишь структура слова, включающая префикс un-, корень glück и суффикс -lich. Семантика проявляет себя при анализе по непосредственно составляющим: unglücklich → Unglück + -lich → Un- + Glück. Прилагательное unglücklich является продуктом суффиксального словообразования от существительного Unglück, которое, в свою очередь, префиксально образовано от существительного Glück. Таким образом, показано направление производности (от прилагательного к существительному) и однозначная модель каждой ступени членения (суффиксальная, префиксальная). Существуют случаи, когда такое членение также не может дать однозначной картины (например, в случаях сложения основ и суффиксом лица, когда допускается две альтернативы разбиения) или когда есть «посторонние элементы» (например, флексии Genetiv, переходная -t-).

## Словообразовательные модели
Словообразовательная модель — это организованная структура, обладающая обобщённым лексико-категориальным содержанием и основанная на общих закономерностях. По сути моделирование в словообразовании есть классификация, включающая восемь основных способов словообразования (выделение этих моделей рационально с позиций лексикографии):
1. Модель корневых слов
2. Безаффиксное словообразование
3. Префиксация
4. Суффиксация
5. Префиксально-суффиксальное словопроизводство
6. Полупрефиксация
7. Полуаффиксация
8. Словосложение

### Модель корневых слов
Корневые слова не разлагаются на составляющие морфемы и обладают таким свойством как немотивированность. Немецкие корневые слова составляют относительно постоянный фонд немецких производящих основ, которые присоединяют аффиксы и, таким образом, приобретают лексическое значение. Некоторые корневые слова сами выступают в качестве аффиксов или частотных компонентов. Собственно немецкие корни отличает их односложность или двусложность (например, oben, klug, nieder и так далее). Заимствования приобретают свойство неделимости. Они играют роль источника пополнения фонда онемеченных основ, также используемых в немецком словообразовании. Особый статус имеют слова, стоящие близко к корневым, но чаще не включаемые в их состав. Это звукоподражательные слова, междометия, мотивированные по своей сути.

### Модель безаффиксного словообразования
Безаффиксное (имплицитное) словообразование является особой моделью, не предполагающей наличия аффикса как средства словообразования, что делает затруднительным определение производной и производящей основ. Средством чаще всего является изменение корневой гласной, приобретение аблаута или умлаута (например: binden — Band), однако наличие алломорфов препятствует этому. С другой стороны, различные парадигмы частей речи являют собой функционирование одной основы в условиях разной дистрибуции (grünen vi — grün a — Grün n).

### Префиксальная и суффиксальная модели
Префиксация — это способ словообразования, подразумевающий присоединение к производящей основе префикса, причём префикс стоит исключительно перед основой. Эта модель является полноценной и наиболее частой. Она затрагивает как именные части речи, так и глаголы. Чаще всего префиксы называют безударными или неотделяемыми приставками, принимая во внимание их свойство не обособляться от основы в случаях, когда полупрефиксы уступают место другой морфеме (грамматический префикс второго причастия ge-) или уходят на второй план (как составная часть сложного сказуемого в предложениях, например, в Präsens, Präteritum или с Imperativ глагола). Семантическая роль этой модели заключается в придании слову определённого значения. Примеры префиксов: be-, dar-, emp-, ent-, miss-, ur-, ver-.
Суффиксация, как модель, парная префиксации, также предполагает наличие аффикса (в данном случае суффикса), но уже после производящей основы. Особенностью семантической роли этой модели в том, что суффикс имеет абстрактное, более широкое значение. Так, суффикс существительных женского рода -keit придаёт значение свойств одушевлённых и неодушевлённых предметов (Ehrlichkeit, Handgreiflichkeit), значение собирательности (Persönlichkeit) или отрицательных действий (Anzüglichkeit). Для суффиксов характерно наличие вариантов (например, -er и -ler), возможность сливаться с другим суффиксом (-ig и -keit образуют сложный суффикс -igkeit) или основой (mut + -ig даёт -mu(ü)tig).

### Префиксально-суффиксальная модель
В случае с префиксально-суффиксальным словообразованием подразумевается, что основа присоединяет префикс и суффикс одновременно (в немецком языке бывает редко). Одним из таких случаев является образование некоторых существительных при помощи префикса ge- и суффикса -e: Gefrage, Gespiele, Gefährte и так далее. Некоторые прилагательные присоединяют префикс и суффикс -t подобно тому, как это происходит при образовании Partizip II слабых глаголов: gestiefelt, befrackt.

### Модели основ с полупрефиксами и полусуффиксами
Полуаффиксы восходят к основам самостоятельных лексем, и хотя они являются словообразовательными средствами, связь с ними полуаффиксы не утратили. Отсюда основные характеристики полуаффиксов: схожесть с основой лексемы и этимологическая связь с ней, которая может наблюдаться в семантике.
Полупрефиксы близки к обычным префиксам. Так, основные полупрефиксы — отделяемые ударные приставки — копируют предлоги: auf-, aus-, bei-, mit-, vor-, zu и другие. Полупрефиксы über-, um-, unter-, wieder (в зависимости от того, ударны они или нет) могут служить в качестве префиксов. Не связанные с предлогами полупрефиксы, которые соотносимы с именными основами, объединяются в семантические группы: например, признак усиления полупрефиксов blitz-, allzu-, hoch-, stein- и других.
Полусуффиксы имён и наречий примечательны узостью семантических категорий, которые они выражают. Например, направление у полусуффиксов наречий — -weg, -seits; обозначение лица у полусуффиксов существительных — -mann, -person, -hans; обилие — -voll, -reich.

### Словосложение
Немецкое словосложение является одним из наиболее распространённых способов образования новых слов. Он представляет собой сложение основ друг с другом (например, Arbeitererholungsheim, Briefmarkenverkauf). Выделяют определительное и неопределительное сложение, наиболее продуктивным из которых является первое. Стоящие перед или после производящей основы слова, имеющие все свойства полуаффиксов, но со слабым семантическим сдвигом, называются частотными компонентами (-stelle, -gehen, -bahn; halb-, auseinander-, zurück-).